# Погоновка (Григоровский сельский совет)
Погоновка (укр. Погонівка) — село,
Григоровский сельский совет,
Барвенковский район,
Харьковская область, Украина.
Код КОАТУУ — 6320481807.

## Географическое положение
Село Погоновка находится на левом берегу безымянного ручья, левого притока реки Лукноваха.
На ручье стоит плотина, образующая большое водохранилище (~180 га).
Примыкает к сёлам Малолетки и Богодарово.